# Срчанобубрежни синдром
Срчанобубрежни синдром или кардиоренални синдром (КРС) је стање које карактерише сложени двосмерни однос између срца и бубрега, који може довести до акутне или хроничне дисфункције ових органа. Интеракција између срчанобубрежних (кардиореналних конектора) и хемодинамских и нехемодинамских фактора је кључна за разумевање овог синдрома. Клинички значај ових интеракција је евидентан у уоченим променама хемодинамских фактора, неурохормонских маркера и инфламаторних процеса. Идентификовање и разумевање биомаркера повезаних са КРС је драгоцено за рано откривање и омогућавање интервенције пре него што дође до значајне дисфункције органа.
Лечење кардиореналног синдрома остаје изазов јер захтева регулацију сложене интеракције између срца и бубрега. Спровођење превентивних мера за модификацију фактора ризика је кључно, док су обезбеђивање хемодинамске подршке и примена одговарајућих фармаколошких интервенција кључне компоненте лечења. Поред тога, континуирано истраживање нових уређаја и терапијских техника допринеће у наредном периоду побољшању стандарда лечења КБС. Фокусирајући се на ове аспекте, здравствени радници данас могу ефикасно да побољшају своју способност да управљају и лече овај сложени синдром.

## Етиопатогенеза
Интеракција срца и бубрега  први пут је установљена 2004. године, а током година студије су показале да су срчана и бубрежна обољења доста честа. Показало се да ове болести коегзистирају и значајно повећавају морталитет, морбидитет, сложеност и трошкове здравствене заштите.
Срце и бубрези имају двосмерни однос, што значи да оба органа деле физиолошка и патолошка стања. Након тога, срце се ослања на хомеостазу регулисану бубрезима, чак и док се бубрежна функција све више ослања на функцију перфузије крви регулисану неурохормонским, хемодинамским и инфламаторним механизмима.
Срчанобубрежних  синдром је познато патофизиолошко стање бубрега и срца, код кога било озбиљно или акутно оштећење једног од ова органа може довести до тешке или хроничне дисфункције другог органа. Ово медицинско стање се углавном јавља када акутна или тешка дисфункција у једном од органа доведе до тешке или акутне дисфункције другог органа. 
Како постоји преваленција у преклапању срчаних и бубрежних болести, отуда значајно повећање морталитета, морбидитета, сложености и повећања трошкова неге.
Радна група Националног института за срце, плућа и крв 2004. године је 2004. године проценила интеракцију између срца и бубрега. Из ове евалуације, дефинисали су кардиоренални синдром (КРС) као резултат интеракције између бубрега и других циркулаторних одељака које повећавају циркулациони волумен, чиме се погоршавају симптоми срчане инсуфицијенције (СИ) и прогресија болести.  Кардиоренални синдром се односи на ближу корелацију која постоји између кардиоваскуларних и бубрежних болести , заједно са вероватноћом заменљивих ефеката који успостављају њихов развој.
Истраживања су показала да ови патофизиолошки механизми делују истовремено и узастопно. Ово, заузврат, доводи до фиброзе срца и бубрега и, на крају, до дисфункције.
Абнормална активација ендотела
Преоптерећење запремином које је резултат бубрежне или срчане дисфункције често доводи до тога да ендотелне ћелије доживљавају ободно растезање. Дакле, резултујући биохемијски стрес их стимулише поред таквих ћелија, и као резултат, оне мењају своје различите синтетичке профиле из првобитног стања мировања у све активније стање. Такође, код срчане инсуфицијенције, механизам делује кроз одржавање зачараних кругова који се колебају у стању акутне бубрежне хипоксије, оксидативног стреса и запаљења који мењају структуру и функције бубрега и срца.   Сходно томе, долази до повећања концентрације проинфламаторних цитокина, слично интерлеукину 6 (ИЛ-6) и фактору туморске некрозе, чиме се нарушавају функције бубрега и миокарда, што заузврат доводи до убрзавања прогресије болести. срчана инсуфицијенција (ИС).
Неурохормонална дисфункција
СБС тип I и тип II приказују венску конгестију заједно са значајним смањењем минутног волумена као резултат срчане дисфункције, што доводи до смањења брзине гломеруларне филтрације (ГФ). Такође долази до активације ренин-ангиотензин-алдостеронског система (РААС), што даље стимулише неосмотско ослобађање аргинин-вазопресина поред различитих неуроендокриних хормона који укључују ендотелин, што, заузврат, доводи до оштећења бубрега.
Захваћени или дисфункционални бубрези делују тако што преносе аферентне сигнале у централни нервни систем пацијента, што доводи до повећања пражњења симпатикуса поред доприноса развоју хипертензије, погоршања бубрежних функција и повреда срца. Поред тога, примећено је да активација РААС повећава нивое ангиотензина I, што доводи до повећања лучења алдостерона, што даље доводи до задржавања воде и натријума. Студије су додатно откриле да ангиотензин 2 има директан ефекат на бубрежне тубуларне ћелије и кардиомиоците и такође је познато да промовише фиброзу, ћелијску хипертрофију и апоптозу.
Ендотоксемија, запаљење и инфекција
Дисфункција миоцита и бубрега може бити погоршана интестиналном конгестијом и хипоперфузијом због бубрежне и срчане дисфункције која доводи до интестиналне транслокације бактеријског ендотоксина у системску циркулацију. Исход подразумева активацију циркулишућих имуних ћелија кроз ослобађање цитокина сличних фактору некрозе тумора-алфа, интерлеукину-1 (ИЛ-1) и интерлеукину-6 (ИЛ-6)
Улога венске конгестије
У медицини је широко примећено да погоршање бубрежне функције вероватно доводи до срчане инсуфицијенције, углавном због хипоперфузије. Иако хипоперфузија углавном доводи до повреда бубрега, она се не сматра јединим механизмом преко којег срчана инсуфицијенција може довести до дисфункције бубрега. Студија коју су спровели Мулленс ет ал. открио је да се код пацијената са венском конгестијом са декомпензованом срчаном инсуфицијенцијом (ХФ) ниског излаза, на шта указује повећање централног венског притиска (ЦВП) током пријема у болницу, и неадекватно смањење ЦВП током пријема у болницу, сматра се чврстим хемодинамским детерминантама у погледу погоршање развоја бубрежне функције. Такође постоји инверзна корелација између ГФР и ЦВП у погледу конгестивне срчане инсуфицијенције (ЦХФ) Пораст ЦВП доводи до повећања бубрежног венског притиска, што заузврат повећава ренални интерстицијски хидростатички притисак. У случајевима када интерстицијални хидростатички притисак премашује тубуларни хидростатички притисак, тубули ће вероватно колабирати, а нето ултрафилтрациони притисак ће се значајно смањити, што доводи до бубрежне дисфункције.
Предиспонирајући фактори који доприносе СБС
Као што је раније речено, постоји континуирани пораст броја људи који имају кардио-ренални синдром широм света, и ради бољег разумевања и лечења стања. Да би се смањила његова преваленција, постоји потреба да се испита, анализира и понуди решења за кардио-ренални синдром. Да бисмо дошли до овога, постоји потреба да се проуче предиспонирајући фактори који побољшавају СБС; неки од ових предиспонирајућих фактора су наведени у наставку.
Анемија и недостаци у исхрани
Анемија, кахексија и недостаци у исхрани обично резултују повећањем фактора некрозе тумора-алфа заједно са различитим проинфламаторним цитокинима за које се зна да су резултат хроничне болести бубрега и срчане инсуфицијенције. На крају, ово доприноси даљем оштећењу и фибрози у другом органу
Гојазност
Истраживања наводе да је гломерулопатија повезана са гојазношћу, односно стањем хиперфилтрације код гојазних особа које немају дијабетес мелитус (ДМ) и која на крају доводи до хроничне болести бубрега и кардиореналног синдрома (СБС), посебно код типова II и IV , 26 ]. Поред тога, искренa u одсуству шећерне болести, кардиометаболички синдром је повезан са скоро седмоструким повећањем ризика од кардиореналног синдрома типа I, посебно у клиничком контексту домаћина.   Даље, потврђено је да адипоцити луче ИЛ-6 заједно са фактором некрозе тумора-алфа, који су укључени у прогресију срчаних и бубрежних болести.
Хипертензија
Познато је да повишен крвни притисак доводи до директних повреда бубрега и срца, поред тога што одражава повећање активације симпатичког неурохуморалног. Ово је додатно повезано са повећањем инциденције и погоршањем бубрежне инсуфицијенције, посебно код пацијената са декомпензованом конгестивном срчаном инсуфицијенцијом.
Шећерна болест
На много начина је признато да шећерна болест помаже у оштећењу и дисфункцији гломерула, евентуалном губитку функционалних јединица за филтрацију и развоју хроничне болести бубрега. Штавише, мезангијалне, подоцитне и ендотелне повреде и код шећерне болести и код хипертензије често доводе до лучења додатних количина албумина унутар Бовмановог простора. Сходно томе, ово доводи до тога да проксималне тубуларне ћелије добијају повећано оптерећење реапсорпцијом. Показало се да овај феномен доводи до апоптозе бубрежних тубуларних ћелија, повећања стопе губитка нефрона и прогресије болести бубрега. Тешка повреда бубрега у различитим окружењима повезана је са албуминуријом и великом протеинуријом.

## Класификација
Термин кардиоренални синдром (КРС) који се све више користи без конзистентне или добро прихваћене дефиниције, укључује широку лепезу међусобно повезаних поремећаја које карактерише двосмерна природа интеракција срца и бубрега. Временом је настала нова класификацију КБС са 5 подтипова који одражавају патофизиологију, временски оквир и природу истовремених срчаних и бубрежних болести. дисфункција. ЦРС се генерално може дефинисати као патофизиолошки поремећај срца и бубрега при чему акутна или хронична дисфункција једног органа може изазвати акутну или хроничну дисфункцију другог. 
етиологија и утицај на клиничке исходе кардиореналног синдрома
Ова табела је оригинална креација од неколико књижевних дела.
| Подтипови кардиореналног синдрома                                               | Етиологија | Утицај на клинички исход                                                                         |
| Тип I (акутни кардиоренални синдром/акутна кардиогена бубрежна инсуфицијенција) | Види се код пацијената са акутном декомпензованом срчаном инсуфицијенцијом, инфарктом миокарда или другим акутним срчаним стањима.                                                                           | Акутна повреда бубрега код акутне срчане дисфункције повезана је са лошијим исходима.            |
| Тип II (хронични кардиоренални синдром)                                         | Јавља се код пацијената са хроничном срчаном инсуфицијенцијом, због прогресивног пада срчане функције, која доприноси развоју или погоршању хроничне болести бубрега.                                        | Има лошију прогнозу због комбинованих ефеката срчане инсуфицијенције и хроничне болести бубрега. |
| Тип III (акутни ренокардијални синдром)                                         | Јавља се код акутне повреде бубрега, где бубрежна дисфункција доприноси развоју или погоршању срчаних абнормалности.                                                                                         | Повезан је са нежељеним срчаним исходима, као што су аритмије.                                   |
| Тип IV (хронични ренокардијални синдром)                                        | Често се примећује код пацијената у завршном стадијумом бубрежне болести. Оштећење бубрега, преоптерећење течношћу и неравнотежа електролита повезана са КРС могу довести до кардиоваскуларних компликација. | Пацијенти имају већи ризик од кардиоваскуларних догађаја.                                        |
| Тип V (секундарни кардиоренални синдром)                                        | Овај облик СБС подразумева различита системска стања, као што су сепса, аутоимуне болести и болести јетре, које могу истовремено да утичу и на срце и на бубреге.                                            | Прогноза овог облика зависи од основног системског поремећаја.                                   |

Употреба ове класификације може помоћи лекарима да карактеришу групе пацијената, дају образложење за специфичне стратегије лечења и омогуће дизајнирање будућих клиничких испитивања са прецизнијим одабиром и стратификацијом популације која се истражује.

## Дијагноза
Веома је важно СБС дијагностиковати у раној фази како би се постигла оптимална терапијска ефикасност. Међутим, за разлику од маркера оштећења срца или стреса као што су тропонин, креатин киназа, натриуретски пептиди, поуздани маркери за акутну повреду бубрега недостају. 
Недавно су истраживања открила неколико биомаркера који се могу користити за рано откривање акутне повреде бубрега пре него што дође до озбиљног губитка функције органа. Различити биомаркери имају везе према различитим патофизиолошким факторима кардиореналног синдрома. Ови односи варирају од системске упале до оних који одражавају тубуларну и гломеруларну функцију и до оних који се односе на завршну фазу бубрежне болести, попут уремичних токсина. Свака фаза има биомаркере који различито утичу на дијагнозу, прогнозу и лечење кардиореналног синдрома.
Биомаркери кардиореналног синдрома
| Маркер                                               | Биолошка функција                                                                       | Клинички значај                                                                                             | Предложена ограничења                          |
| Цистатин Ц                                           | Функционише као инхибитор цистеин протеазе. Бубрези слободно филтрирају Цистатин Ц.     | Процењује функцију бубрега.                                                                                 | >1,5 мг/Л (у крви)                             |
| Галетин 3                                            | Повезан са прогресијом срчане дисфункције и оштећењем бубрега.                          | Повишени нивои показују прогресију срчане дисфункције и оштећења бубрега.                                   | >13,5 нг/мл за ГФР >60 >18,1 нг/мл за ГФР < 60 |
| Н-ацетил бета глукозаминидаза. (НАГ)                 | Ензим који се налази првенствено у проксималним тубулима бубрега.                       | Повишени нивои у урину указују на повреду бубрежних тубула. Користи се за процену прогресије КРС.           | >50 микрог/л (урин)                            |
| Молекул повреде бубрега 1 (КИМ-1)                    | Регулише се као одговор на хипоксичну повреду бубрега.                                  | Повећани нивои указују на погоршање дисфункције бубрега и срца услед накнадне хипоксичне тубуларне повреде. | Од 10 до 15 мг/нг (урин)                       |
| Протеини који везују масне киселине (ФАБП)           | Породица малих цитоплазматских протеина који транспортују и метаболишу масне киселине.  | Повећани нивои су повезани са смањеном функцијом бубрега и повећаним ризиком од нежељених исхода.           | >15 микрог/г Цр (урин)                         |
| П-крезил сулфат (ПЦС), индоксил сулфат (ИС)          | Уремични токсини цревне деривације од разградње ароматичних аминокиселина.              | Повезан са лошијом прогнозом код пацијената са кардиоваскуларним обољењима и оштећењем бубрега.             | Више од 100 пута већа него код здравих особа   |
| Липокалин повезан са неутрофилном желатиназом (НГАЛ) | Слободно се филтрира кроз гломерул и потпуно се реапсорбује у проксималном делу тубула. | Код пацијената са акутном декомпензованом ХФ, НГАЛ расте.                                                   | >50 микрог/л (урин)                            |

## Терапија
Кардиоренални синдром (КБС) се мора правилно лечити како би се смањиле стопе морталитета и морбидитета. Да би се ово постигло, неколико општих концепата је укључено у терапији КБС. Најпоузданији начин за ефикасно постизање терапије укључује мултидисциплинарни, вишедимензионални стратешки и систематски приступ.

### Превенција
Не постоји дефинитиван облик или терапија за директно лечење било ког од горе наведених кардиореналних синдрома. Дакле, најбољи и најефикаснији начин да се то уради је превенција. Када се пацијенту дијагностикује или срчана или бубрежна дисфункција, постоји висок ризик за развој КБС. Међутим, суочавање са конвенционалним факторима ризика за кардиоваскуларне болести, укључујући хипертензију, дијабетес и престанак пушења, су неке од мера које су ефикасне у решавању проблема кардиореналног синдрома. Пацијенти који пате од КВБ и развијају ЦХФ негативно утичу на прогнозу.  Код пацијената са ХФ са смањеном фракцијом избацивања, додавање инхибитора ангиотензин конвертујућег ензима (АЦЕ) традиционалном лечењу помаже у смањењу инциденција декомпензације срца и случајева хоспитализације повезаних са СИ. Истраживања показују да погоршање бубрежне функције код пацијената који се лече од декомпензоване СИ може бити повезано са прекомерном диурезом и повећаном употребом блокатора калцијумових канала, што може имати индиректну корелацију са употребом РААС инхибитора. Такође, треба избегавати употребу лекова који директно изазивају повреде бубрега, укључујући различите контрастне агенсе и антиинфламаторне лекове, посебно код пацијената са или са повећаним ризиком од развоја СИ.

### Лечење загушења
Конгестија игра кључну улогу у погледу патогенезе различитих типова СИ. Стога, то може довести до све зачаранијег круга дисфункције органа путем вишеструких путева, што доводи до погоршања прогностичког значаја за срце и бубреге упркос погоршању бубрежних параметара. Лечење конгестије углавном подразумева ограничење уноса соли и диуретика. Дозирање диуретика се углавном заснива на аспектима који укључују функцију бубрега и фармакокинетичке карактеристике диуретика. Примена дозирања диуретика петље једном дневно, као што је фуросемид, може довести до повратног повећања апсорпције натријума, што чини употребу диуретика петље два пута дневно препоручљивим. У случајевима резистенције, додатак антагониста минералокортикоидних рецептора (МРА) и тиазида може да стимулише диурезу кроз смањење реапсорпције натријума унутар дисталног тубула.

### Систем ренин-ангиотензин-алдостерон (СРАА)
Стимулација СРАА  кроз задржавање вишка воде и соли у ЦРС мења и предоптерећење срца и постоптерећење срца. Сходно томе, ово је склоно погоршању рада срца и бубрега. Блокирање СРАА употребом АЦЕ инхибитора и блокатора ангиотензинских рецептора могло би помоћи да се прекине овај циклус, чиме се спречава даље кардиоренално оштећење. Штавише, СГЛТ2 инхибитори играју важну улогу у побољшању кардиоваскуларних и бубрежних исхода кроз истовремену превенцију високих и ниских нивоа глукозе у крви, што, заузврат, доводи до релативно мањих ефеката на вредности ХбА1Ц. Употреба СРАА блокаде са АЦЕ инхибиторима код СИ не би имала негативан прогностички значај упркос погоршању бубрежних параметара.  Спиронолактон и еплеренон могу инхибирати неурохормонски пораст, чиме спречавају срчану и бубрежну функцију у СИ. Требало би пажљиво пратити пацијенте на хиперкалемију када се дају сами са АЦЕ инхибиторима, посебно у случајевима већ постојећег поремећаја функције бубрега; такви лекови могу накнадно да помогну у превазилажењу резистенције на диуретике петље кад год се користе у вези са хиперволемијом.

### Уређаји за помоћ левој комори (ЛВАД)
Завршни  третман ИС је омогућен захваљујући уређају познатом као револуционарни имплантабилни механички циркулатор. Осим што се користи за пружање подршке појединцу који чека трансплантацију срца, ЛВАД се тренутно користи као одредишна терапија код пацијената који се сматрају неподобним за трансплантацију срца.
Што се тиче индикација за ЛВАД, може се приметити да су уређаји индиковани код пацијената са ИС који су зависни од инотропа, са претежном или чистом дисфункцијом леве коморе. Даље, код пацијената са листе ХТк који нису у стању да одрже перфузију крајњег органа, ЛВАД се користи као мост за трансплантацију. Такође, ЛВАД су индиковани за пацијенте са ХТк контраиндикацијама, које се могу поништити током трајања подршке док су на ЛВАД-у. Сходно томе, као одредишна терапија, ЛВАД се тренутно сматра најбољом алтернативом за трансплантацију срца, чак и пошто је бубрежна дисфункција пре ЛВАД имплантата показатељ високог ризика и стопе морталитета након имплантације ЛВАД-а.  Као такав, изузетно је важно да се пацијенти упућују на постављање ЛВАД-а због срчаних индикација пре него што се ИС погорша.

## Прогноза
Кардиоренални синдром (КРС) код пацијената са завршном стадијумом бубрежне болести представља углавном кардиоваскуларну болест (КВБ) због различитих компликација повезаних са бубрежном дисфункцијом – која је дефинисана као тип 4 СБС – јер ефекат срчаног удара на дисфункцију бубрега не треба узимати у обзир, за разлику од хроничне болести бубрега која није зависна од дијализе.